# Club Egara
Der Club Egara ist ein Sportverein aus der katalanischen Stadt Terrassa rund 30 km nördlich von Barcelona. Der rund 2300 Mitglieder zählende Verein, dessen großzügiges Clubgelände sich seit 1961 in Pla del Bon Aire im Norden Terrassas befindet, unterhält Abteilungen in den Sportarten Hockey, Tennis, Pádel, Reiten, Bridge, Gymnastik, Golf und Schwimmen. Club Egara wurde 1935 als Club Deportivo Armonia Egara gegründet und entstand aus der Hockeyabteilung des Armonia Football Club. Der Name Egara bezieht sich auf die römische Stadt Municipium Flavium Egara, aus der Terrassa hervorgegangen ist.
| Europapokalbilanz Herren Feld |                    |        |       |             |
| Jahr                          | Wettbewerb         | Niveau | Platz | Ort         |
| 1969                          | Club Champions Cup | 1      | 1     | Brüssel     |
| 1970                          | Club Champions Cup | 1      | 1     | Terrassa    |
| 1971                          | Club Champions Cup | 1      | 3     | ROM         |
| 1972                          | Club Champions Cup | 1      | 5     | Frankfurt   |
| 1973                          | Club Champions Cup | 1      | 5     | Frankfurt   |
| 1974                          | Club Champions Cup | 1      | 5     | Utrecht     |
| 1975                          | Club Champions Cup | 1      | 6     | Frankfurt   |
| 1976                          | Club Champions Cup | 1      | 5     | Amsterdam   |
| 1980                          | Club Champions Cup | 1      | 7     | Barcelona   |
| 1991                          | Cup Winners Cup    | 1      | 3     | Terrassa    |
| 1993                          | Club Champions Cup | 1      | 2     | Brüssel     |
| 1994                          | Club Champions Cup | 1      | 5     | Bloemendaal |
| 1997                          | Club Champions Cup | 1      | 3     | Wassenaar   |
| 1998                          | Cup Winners Cup    | 1      | 3     | Den Bosch   |
| 1999                          | Club Champions Cup | 1      | 2     | Terrassa    |
| 2000                          | Club Champions Cup | 1      | 3     | Cannock     |
| 2001                          | Club Champions Cup | 1      | 3     | Bloemendaal |
| 2002                          | Club Champions Cup | 1      | 3     | Antwerpen   |
| 2003                          | Cup Winners Cup    | 1      | 5     | Terrassa    |
| 2004                          | Cup Winners Cup    | 1      | 4     | Eindhoven   |
| 2008                          | Euro Hockey League | 1      | 4     | Rotterdam   |
| 2009                          | Euro Hockey League | 1      | VF    | Hamburg     |
| 2010                          | Euro Hockey League | 1      | AF    | Rotterdam   |
| 2015                          | Euro Hockey League | 1      | VF    | Bloemendaal |
| 2016                          | Euro Hockey League | 1      | AF    | Amstelveen  |
| 2017                          | Euro Hockey League | 1      | AF    | Eindhoven   |
| 2018                          | Euro Hockey League | 1      | VR 24 | Barcelona   |
| 2019                          | Euro Hockey League | 1      | VF    | Eindhoven   |

Internationale Bedeutung besitzt das Herrenteam der Hockeyabteilung, das neben vierzehn Spanischen Meisterschaften 1969 und 1970 auch zweimal den EuroHockey Club Champions Cup gewann, zudem noch zweimal im Finale dieses Wettbewerbes stand. In der Debütsaison 2007/2008 der Euro Hockey League stand der in blau-weiß längsgestreiften Hemden und blauen Hosen spielende Club Egara im Halbfinale, wo er am späteren Sieger Uhlenhorster HC scheiterte. Auch in der Euro Liga Saison 2008/2009 bedeutete dieser Gegner im Viertelfinale die Endstation. Die Stadt Terrassa spielte eine große Bedeutung in der Entwicklung des Hockeys in Katalonien. Heute ist die Stadt neben dem Club Egara noch mit zwei weiteren Clubs, nämlich Atlètic Terrassa und CD Terrassa, in der ersten spanischen Liga, der Division de Honor Masculina - A vertreten.
Im Jahr 1997 erhielt der Verein aus den Händen von König Juan Carlos I. die höchste spanische Auszeichnung für Sportvereine.

## Erfolge
Herren
- EuroHockey Club Champions Cup (Feld): 1969, 1970
- Spanischer Meister (Feld): 1971, 1972, 1973, 1974, 1975, 1979, 1992, 1993, 1996, 1998, 1999, 2000, 2001, 2016
- Spanischer Pokalsieger (Feld): 1921, 1952, 1961, 1963, 1965, 1968, 1969, 1971, 1972, 1973, 1993, 1998, 1999, 2000, 2002, 2007, 2009
- Katalanischer Meister: 1961, 1963, 1964, 1965, 1966, 1967, 1968, 1969, 1970, 1971, 1973, 1976, 1994, 1998, 1999, 2000, 2001, 2002, 2009, 2014, 2015, 2016

Damen
- Katalanischer Meister: 2011, 2012, 2015